# Giovanni de Ciotta

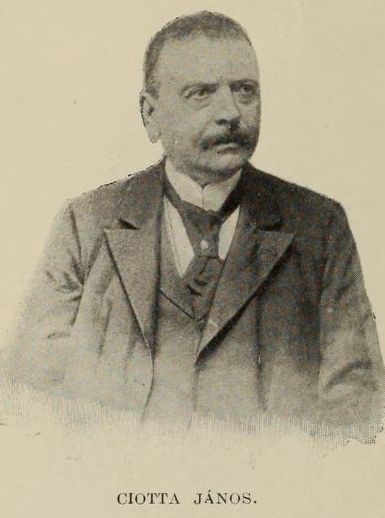
Giovanni de Ciotta (1897)

Giovanni de Ciotta (auch Giovanni Ciotta,  Ciotta János; * 24. April 1824 in Fiume, Stadt Fiume mit Gebiet; † 6. November 1903 in Laurana, Markgrafschaft Istrien) war ein ungarischer Politiker, von 1872 bis 1896 Podestà (Bürgermeister) von Fiume und Reichstagsabgeordneter.

## Leben
De Ciotta entstammte einem ursprünglich in der Toskana beheimateten Adelsgeschlecht. Nach Besuch der Militärakademie in Wien trat er als Offizier in die Kaiserlich-Königliche Armee ein und diente auch im Ersten Italienischen Unabhängigkeitskrieg (1848–1849).
Anschließend trat er aus der Armee aus und wurde im politischen Leben aktiv. In der Folgezeit trat er vehement für die Rückkehr der Stadt Fiume mit Gebiet zu Ungarn ein, da diese seit der Ungarischen Revolution 1848/1849 vorübergehend verwaltungstechnisch dem Königreich Kroatien und Slawonien angegliedert wurde. 1867 kam Fiume im Zuge des Österreichisch-Ungarischen Ausgleichs erneut unter ungarischer Verwaltung. De Ciotta war anschließend ab 1869 Reichstagsabgeordneter für den Wahlkreis Fiume im ungarischen Reichstag und legte sein Mandat aufgrund seiner Wahl zum Podestà (Bürgermeister) von Fiume 1872 ab.
Während seiner Amtszeit als Podestà erlebte Fiume einen regelrechten Aufschwung. De Ciotta ließ das Stadttheater (Teatro Comunale) erbauen, die Ringstraße (Corso) ausbauen, Grundschulen und Märkte errichten und ließ 1881 bis 1890 den Hafen ausbauen. 1873 kam es mit der Eröffnung der Bahnstrecke Fiume–Karlovac (Károlyváros) erstmals zu einer Eisenbahnverbindung Fiumes mit Ungarn. Für seinen erfolgreichen Einsatz bei der Bekämpfung der Cholera-Epidemie 1886 wurde ihm der k.u. Sankt-Stephans-Orden und der Orden der Heiligen Mauritius und Lazarus vom König Italiens verliehen. Nachdem die Regierung von Ministerpräsident Dezső Bánffy eine immer weitere Zentralisierung des Staates anstrebte und de Ciotta die Autonomie Fiumes innerhalb von Ungarn bedroht sah, trat er, nachdem auch sein Vertrauter der Gouverneur von Fiume Lajos Batthyány zurückgetreten war, 1896 selbst von seinem Amt als Podestà zurück. Anschließend zog er sich aus der Politik zurück.